# Гальковский, Николай Михайлович
Никола́й Миха́йлович Галько́вский (19 ноября [1 декабря] 1868, село Лучаса, Смоленская губерния — весна 1933, Ленинград) — российский и советский филолог-славист, историк литературы, этнограф, переводчик с сербского.

## Биография
Окончил Смоленскую духовную семинарию. В 1895 году окончил Московскую духовную академию со степенью кандидата богословия за сочинение «Религиозно-нравственное миросозерцание сербского народа по памятникам народных творений».
В 1896 году назначен преподавателем Сумского духовного училища. Директор мужской гимназии в Белополье Харьковской губернии.
Научную деятельность начал как исследователь сербского эпоса. Стал автором многочисленных стихотворных переводов, отмеченных точностью передачи оригинала и обладающих высокими литературными достоинствами. Несколько статей на эту тему были опубликованы в журнале Алексея Хованского «Филологические записки».
Основную часть книги «Сербский народный эпос» (1897) составили переводы Гальковского, в 1901 году эта работа была удостоена почётного отзыва Пушкинской премии Санкт-Петербургской академии наук. Впоследствии эти стихи неоднократно переиздавались в различных хрестоматиях и сборниках.
В 1909 году был издан сборник стихотворений Гальковского. Обращался и к изучению художественной литературы Нового времени (Н. А. Некрасов, Максим Горький), в одном из сочинений исследовал отражение личности и деятельности императора Петра I в отечественной литературе и народной поэзии.
В письме к Венгерову сетовал на безвестность из-за проживания в провинции: «ни один журнал не поместил ни одного моего перевода. Я не перестал писать, но попытки печатать в журналах почти прекратил».
Тексты древнерусских поучений против язычества и суеверий, вышедшие в двухтомном издании «Борьба христианства с остатками язычества в Древней Руси» (1913—1916) ставшей наиболее полной и послужили пособием для изучения народной религиозности.
В 1917 году — директор Лебединской гимназии.
Скончался в 1933 году. Похоронен в Ленинграде в некрополе-музее Литераторские мостки.

## Сочинения
- Бабьи праздники // Смоленские епархиальные ведомости.
- Современная народная песня // Смоленские епархиальные ведомости.
- Религиозно-нравственное миросозерцание сербского народа по памятникам народных творений : (кандидатская диссертация).
- Сербский народный эпос / Вступ. статья и пер. Н. Гальковского. — Сумы, 1897; — М., 1916, 1933.
- Лирические песни сербского народа // Филологические записки. — Воронеж, 1897. — Вып. 4-5.
- Мифологический элемент в сербской народной поэзии // Филологические записки. — Воронеж, 1900. — Вып. 4-5; 1901. — Вып. 1-2 (отд. изд.: Воронеж, 1903).
- Очерки сербской народной литературы: Загробное воздаяние // Филологические записки. — Воронеж, 1902. — Вып. 6.
- Наказной гетман Полуботок: Исторический очерк. — Лебедин, 1909.
- Петр Великий в родной поэзии. — Лебедин, 1909.
- Стихотворения. — Лебедин, 1909.
- Повести и рассказы. — Лебедин, 1910. — Т. 1.
- Борьба христианства с остатками язычества в Древней Руси. — Х., 1916. — Т. 1; М., 1913. — Т. 2. (ЗМИАИ; 18); М., 2000. — Т. 1-2.

## Переводы
- Смерть Марко Кралевича / пер. с сербского Н. Гальковского // Мифы и легенды народов мира. Древние славяне. — М. : Мир книги ; Литература, 2004. — С. 350—354. — ISBN 5-8405-0584-6.
- Старина Новак и князь Богосав / пер. с сербского Н. Гальковского // Мифы и легенды народов мира. Древние славяне. — М. : Мир книги ; Литература, 2004. — С. 355—357. — ISBN 5-8405-0584-6.